# NGC 5796
NGC 5796 је елиптична галаксија у сазвежђу Вага која се налази на NGC листи објеката дубоког неба.
Деклинација објекта је - 16° 37' 25" а ректасцензија 14h 59m 24,0s. Привидна величина (магнитуда) објекта NGC 5796 износи 11,6 а фотографска магнитуда 12,6. Налази се на удаљености од 38,233 милиона парсека од Сунца. NGC 5796 је још познат и под ознакама MCG -3-38-39, PGC 53549.